# 中华新尖额蟹
中华新尖额蟹（学名：Neorhynchoplax sinensis）为膜壳蟹科新尖额蟹属的动物。在中国大陆，分布于山东等地，生活环境为海水，一般生活于低潮线泥滩上的石块下或海胆上。
其种加词“sinensis”意为“中华的”。